# Westvleteren
Westvleteren är ett öl av typen trappistöl, och bryggs i Den helige Sixtus kloster i Vleteren (nära Ypern) i Västflandern i Belgien. Klostret som tillhör trappistorden är en av de elva kloster som har tillstånd att kalla sitt öl trappist.
Det nuvarande klostret har sitt ursprung 1831 och ölförsäljningen började redan 1838. Trappisten såldes en tid under namnet St Sixtus. Ölet finns sällan att köpa i butik utan endast direkt av munkarna i klostret eller från kaféet mittemot klostret. Ölet kan dock hittas på särskilda ölserveringar i Belgien. Möjlighet att tillgå ölet finns även på vissa välsorterade pubar i Sverige. p.g.a inköpslogistiken torde priserna i Sverige inte vara att jämföra med de på plats i Belgien.
För att få köpa ölen direkt från klostret måste skapa ett konto på deras hemsida där man också måste ange nummerplåt på bilen. På hemsidan annonseras särskilda försäljningstider. Man måste logga in på de tiderna varpå man blir placerad i väntrum. Om man blir framsläppt har man tio minuter på sig att lägga sin beställning. Man kan göra max en beställning per månad från sitt konto och nummerplåt. Om man inte vill köpa en hel back kan man ibland köpa pappförpackningar med 6 flaskor i cafeet "In De Vrede", mittemot, dock till betydligt högre pris per flaska.

## Ölsorter

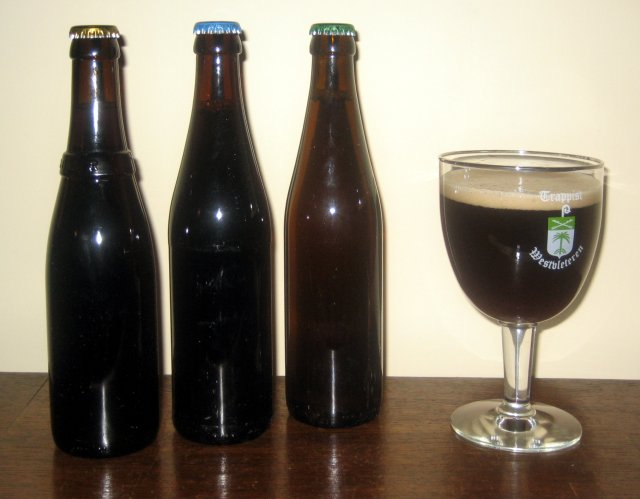
Sortimentet: Twaalf, Acht och Zes

### Zes (6)
- Grön kapsyl
- Flaska
- Ljust öl
- 5,8 procent alkohol

### Acht (8)
- Blå kapsyl
- Mörkt öl
- 8 procent alkohol

### Twaalf (12)
- Gul kapsyl
- Mörkt öl
- 10,2 procent alkohol